# Macquartite
La macquartite è un minerale.